# Ganassi (Lanao del Sur)
Ganassi è una municipalità di prima classe delle Filippine, situata nella Provincia di Lanao del Sur, nella Regione Autonoma nel Mindanao Musulmano.
Ganassi è formata da 32 baranggay:
- Bagoaingud
- Balintad
- Balintad A
- Barit
- Barorao
- Bato Batoray
- Baya
- Campong a Raya
- Campong Sabela
- Dapaan
- Gadongan
- Gui
- Linuk
- Lumbac
- Lumbacaingud
- Macabao

- Macaguiling
- Masolun
- Pagalongan
- Pamalian
- Pangadapun
- Panggawalupa
- Pantaon
- Pantaon A
- Para-aba
- Pindolonan
- Poblacion
- Sekun Matampay
- Sogod Madaya
- Tabuan
- Taganonok
- Taliogon